# Pacifická severozápadní stezka
Pacifická severozápadní stezka, celým názvem Pacifická severozápadní národní scénická stezka, původním názvem v angličtině Pacific Northwest National Scenic Trail, je jedna z národních dálkových turistických stezek na severozápadě Spojených států amerických. V současné době má celkovou délku 2 009 kilometrů, ale její trasa se značně proměňuje a není jednotně ustálená.  PNT patří mezi nejnovější Národní turistické stezky. Oficiálně se stala národní stezkou podpisem zákona prezidenta Obamy v roce 2009. Stezka prochází třemi státy: Montanou, Idahem a Washingtonem a třemi národními parky: Glacier, Severní Kaskády a Olympijským. Začíná ve Skalnatých horách v místě kontinentálního rozvodí a vede směrem na západ, často v blízkosti hranice s Kanadou, k pobřeží Tichého oceánu.

## Myšlenka PNT
Nápad dálkové trasy, která by propojila vysoké pohoří rozdělující kontinent a pobřeží Tichého oceánu vznikl již v 70. letech 20. století. Poetická myšlenka o kapce dešťové vody, která z hor dopluje až do oceánu se v roce 1977 podařila  naplnit a dva lidé poprvé kompletní trasu přešli a dokázali, že je to reálně možné. 
Protože je trasa poměrně náročná, ve většině úseků neudržovaná a ani v dohledné době se neblíží ke svému kompletnímu dokončení, netěší se tak velkému počtu lidí. Ve velkém kontrastu jsou pak často navštěvované národní parky, kterými trasa prochází a úplně neznámé oblasti poblíž kanadských hranic, kudy ani nevedou cesty. 
Od prvního celistvého přechodu v roce 1977 se celou trasu kontinuálně bez přerušení (což se běžně označuje jako thru-hike) podařilo přejít jen dalším asi 300 lidem.  

## Turistická trasa
PNT je sice již zakresleno v mapách, ale do dnešní doby stále ještě není dokončenou trasou v realitě. Vede divočinou, ale také civilizací, po silnicích, po oceánském pobřeží a v neposlední řadě také mnoha divokými místy, kde vůbec žádná cesta není. Jedná se o tzv. "bushwhack" neboli off-trail, kdy si každý musí cestu najít a proklestit sám.
Projít celých dva tisíce kilometrů trvá přibližně 2 - 3 měsíce a ideální období pro přechod je červenec - září. Cesta vyžaduje určitou míru zkušeností s pohybem a orientací v divočině a s dálkovými pochody. Velká část území navíc prochází oblastmi s výskytem medvědů a je tedy třeba vědět, jak se v "bear country" chovat.
Turistická trasa má pět hlavních částí, respektive prochází pěti hlavními přírodními oblastmi: severními Skalnatými horami (385 km), Okanoganskou vysočinou (555 km), Severními Kaskády (430 km), zálivem Puget Sound (225 km) a Olympijským poloostrovem (360 km).
Trasa začíná u hranice s Kanadou v Národním parku Glacier, východně od Lewisova pohoří. Zde se křižuje s další z národních scénických stezek: CDT neboli Continental Divide Trail, v překladu Stezkou kontinentálního rozvodí a směřuje přes Lewisovo pohoří a pohoří Flathead směrem na jihozápad. Následně prochází Purcellovým pohořím a Selkirkovým pohořím a vstupuje do Okanoganské vysočiny, kde prochází Okanoganským národním lesem. Směrem na západ vede přes Národní park Severní Kaskády, pohořím Skagit Range a dále jihozápadně okolo stratovulkánu Mount Baker. V jednom z míst je krátký společný úsek s další z národních turistických tras: PCT neboli Pacifickou hřebenovou stezkou. Následně stezka vede jihozápadně přes ostrovy v zálivu Puget Sound až na Olympijský poloostrov. Zde prochází přes Olympijské pohoří a Olympijský národní park až k pobřeží Tichého oceánu.